# Andy Warhol Art Authentication Board
O Andy Warhol Art Authentication Board, Inc. foi uma empresa privada que certificou a autenticidade das obras do artista Andy Warhol, de 1995 ao início de 2012.

## História
A organização foi criada em 1995 em associação com a Fundação Andy Warhol para as Artes Visuais.
Com sede na cidade de Nova York, era composto por seis membros, incluindo historiadores de arte, curadores e pessoas que conheceram pessoalmente Warhol e seu trabalho. Eles se reuniam três vezes por ano para examinar as obras e determinavam apenas a autenticidade, não o valor de mercado. As avaliações demoraram um mês e a ARTnews informou que cerca de 10 a 20% dos trabalhos submetidos foram “considerados questionáveis”. A empresa não compartilhou sua metodologia, citando questões de privacidade. Os membros do conselho incluíam o curador de arte americano David Whitney e o designer Jed Johnson.
The Board às vezes recebia críticas por seus métodos operacionais e pelo que era considerado arbitrariedade ao julgar se uma obra era ou não um Warhol autêntico. Obras consideradas inautênticas e que foram cobertas com destaque pela imprensa incluem 'Brillo Boxes' produzidas após a morte de Warhol e um autorretrato em serigrafia de 1964 que já havia sido autenticado pelo gerente de negócios de Warhol.

## Dissolução
Em outubro de 2011, o Conselho de Administração da Fundação Andy Warhol dissolveu a empresa. Em declarações ao The New York Observer, o presidente da Fundação Warhol, Joel Wachs, explicou as razões da decisão, dizendo que o Conselho de Autenticação foi sujeito a ações legais “cerca de 10 vezes” nos seus 15 anos de operação. Embora tenha vencido cada uma dessas ações judiciais, [...] o processo foi extraordinariamente caro, custando-nos pelo menos US$ 10 milhões para nos defendermos. Eventualmente, decidimos que queríamos que nosso dinheiro fosse para artistas e não para advogados.
A Fundação continua a apoiar o desenvolvimento dos catálogos raisonnés de Warhol, que abrangem julgamentos sobre a autenticidade de obras individuais. Wachs explica que o projeto do catálogo é principalmente acadêmico e não está explicitamente ligado ao mercado de arte. Os editores revisam os trabalhos submetidos para possível inclusão, mas não fazem julgamentos fora do contexto dos próprios catálogos.